# Hanaro Card
Hanaro Card é uma companhia de cartão inteligente sul coreana subsidiaria do Lotte Group.

## História
Foi estabelecida em 1997, em Busan